# Мрагово
Мрагово (пољ. Mrągowo) је пољски град и средиште истоимене општине у северном делу варминско мазуријског војводства.

## Демографија
| 2012.  |
| ------ |
| 22.251 |

## Партнерски градови
- Лиманова
- Гринберг
- Зељеноградск